# Hoffen
Hoffen, deutsch Hofen,  ist eine französische Gemeinde mit 1142 Einwohnern (Stand 1. Januar 2021) im Kanton Wissembourg, im Département Bas-Rhin und in der Region Grand Est (bis 2015 Elsass). Am 1. Januar 1975 wurden die Dörfer Hermerswiller (deutsch Hermersweiler) und Leiterswiller (deutsch Leitersweiler) eingemeindet.

## Bevölkerungsentwicklung
| 1962 | 1968 | 1975 | 1982 | 1990 | 1999 | 2006 | 2017 |
| ---- | ---- | ---- | ---- | ---- | ---- | ---- | ---- |
| 961  | 993  | 1001 | 935  | 1024 | 1103 | 1216 | 1125 |